# 8043 Фукугара
8043 Фукугара (8043 Fukuhara) — астероїд головного поясу, відкритий 6 грудня 1994 року.
Тіссеранів параметр щодо Юпітера — 3,549.